# 掘削

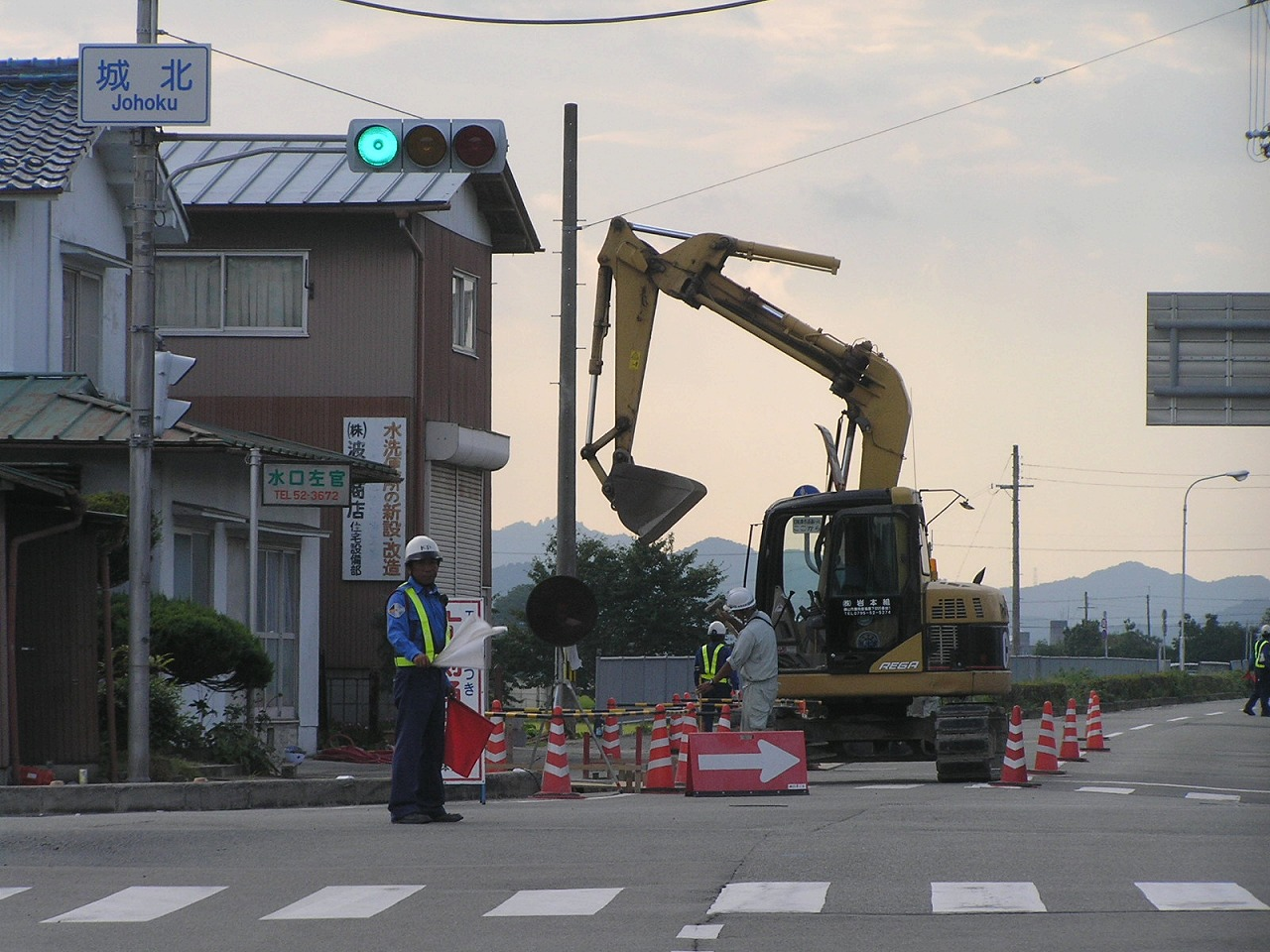
バックホウによる道路掘削

掘削（くっさく、掘鑿とも）とは、土砂や岩石を掘り取って穴を開けることである。「～する」で動詞にもなる。

## 歴史
ネアンデルタール人に埋葬の文化があったことから、少なくとも5万年前の人類には穴（土坑）を掘って埋葬するという習慣（土坑墓）があったことがわかる。
床面を地表面より低く掘り下げる竪穴建物は、古くは旧石器時代のアメリカ先住民に見られ、日本列島では縄文時代に一般的になる。
このほか日本列島では、旧石器時代から狩猟の手段として地面を掘削して構築する落とし穴（陥し穴）が使用され始めており、静岡県三島市の初音ヶ原遺跡や、同県駿東郡長泉町の東野遺跡、神奈川県横須賀市の打木原遺跡などで、約30000年前と推定される落とし穴が検出されている。このように古くから掘削という行為が行われていたことが裏付けられている。

## 道具・機械
人力による掘削の時に用いる道具は、シャベル、スコップ、つるはし、くさび、オーガー、掘棒(ディガー)、ホールディガー、踏み鋤等が挙げられる。

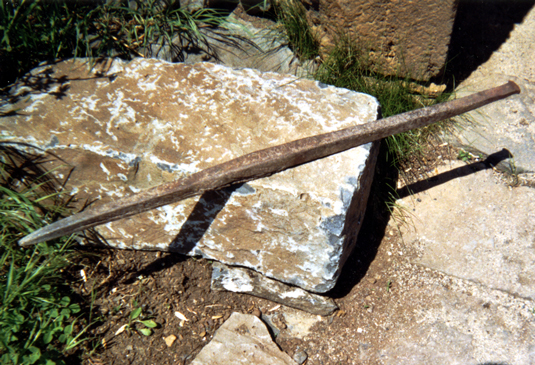
掘棒
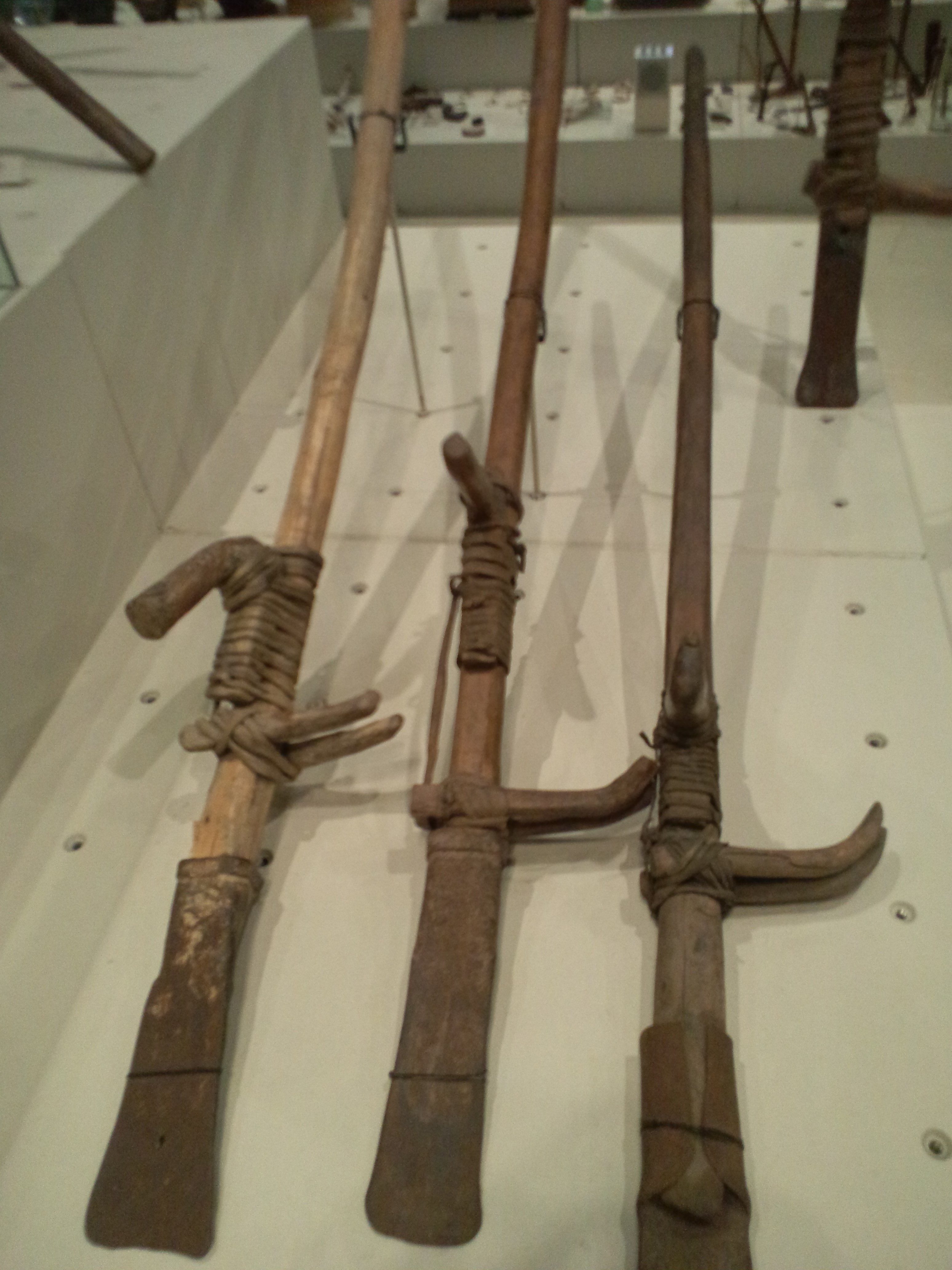
ペルーのケチュア族の踏み鋤・チャキタクリャ（愛知県犬山市・リトルワールド）
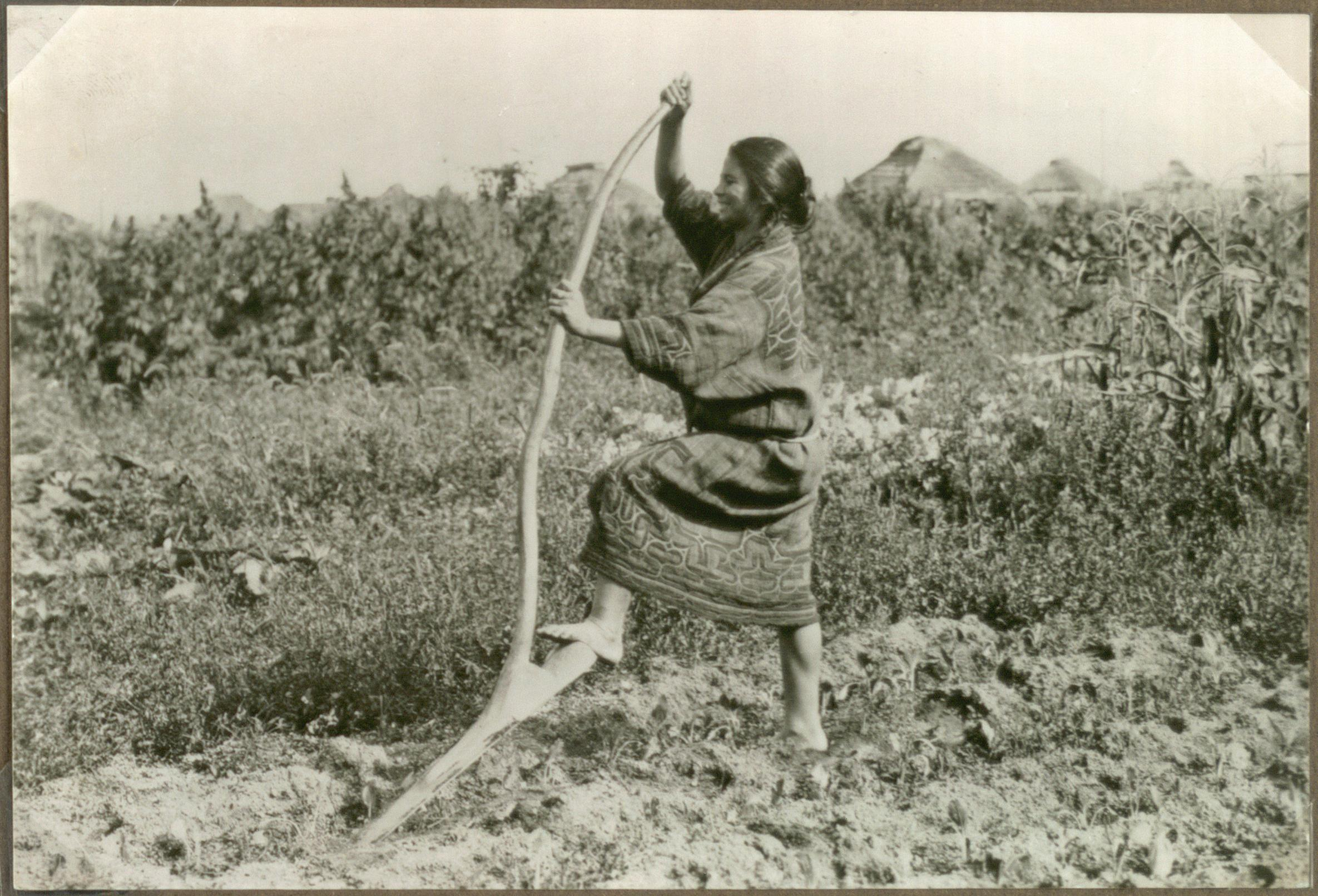
踏み鋤を用いるアイヌの女性
古代中国の耒耜（らいし）[6]
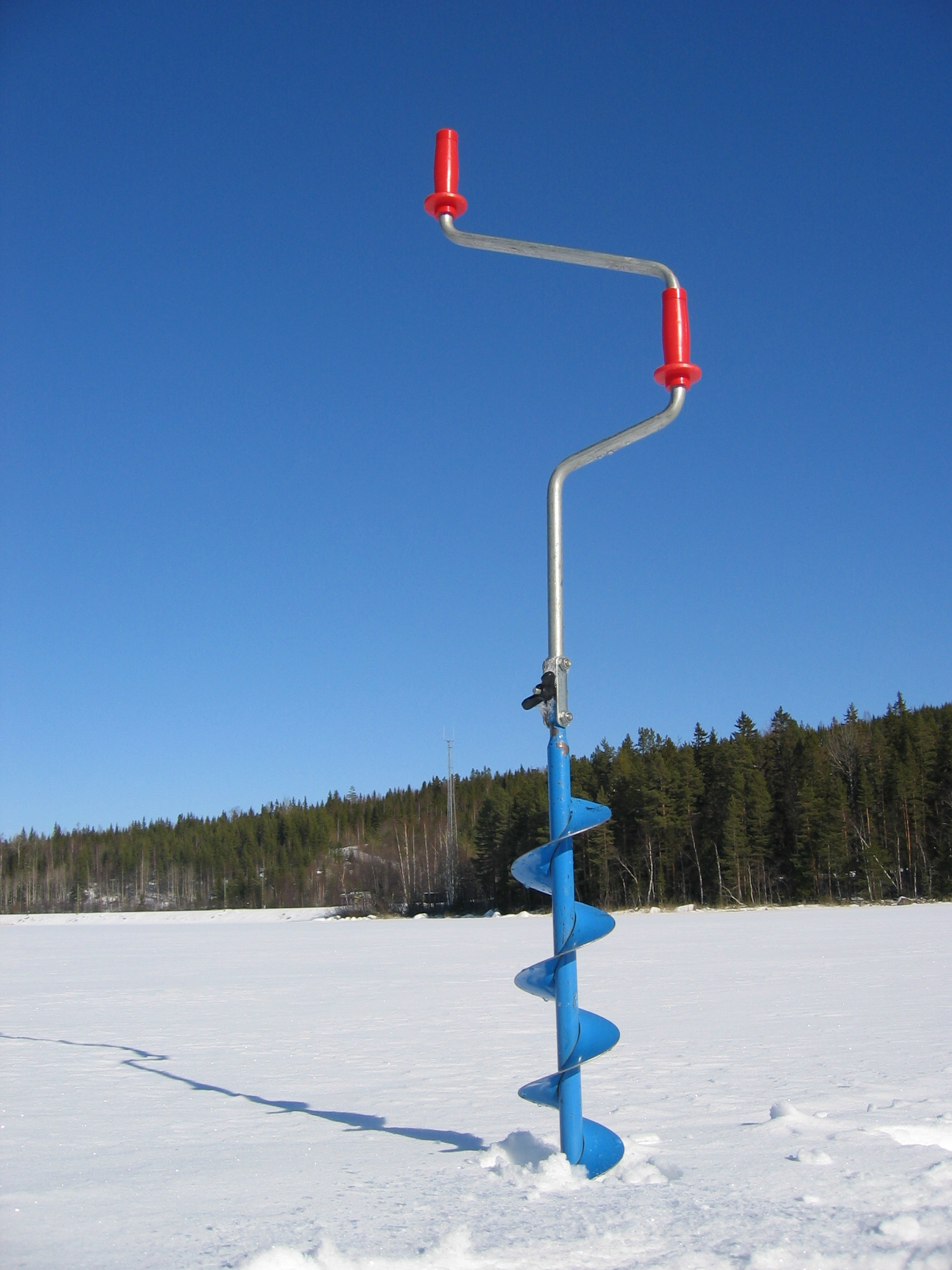
オーガー

掘削に使用する大型機械の代表的なものには、油圧ショベル（パワーショベル、バックホウ）、ユンボ、スクレイパー、クラムシェル、ドラグライン、ブルドーザ、ブルドーザーに装備するリッパ、ハンマードリルなどがある。
その他、小型機械であるブレーカー、高圧噴射水を利用するウォータージェット、火薬を用いる発破（はっぱ）、化学反応を利用する静的破砕剤なども掘削道具として用いられる。

## 掘削の制約等
日本では私有地であったとしても、特定の場所において掘削行為をする場合には、事前の許可もしくは届出を要することがある。主なものは次の通り。
- 生産緑地地区（生産緑地法）
- 緑地保全地域（都市緑地法）
- 伝統的建造物群保存地区（文化財保護法）
- 周知の埋蔵文化財包蔵地（文化財保護法）
- 市街地開発事業等予定区域（都市計画法）
- 海岸保全区域（海岸法）
- 河川区域（河川法）
- 砂防指定地（砂防法）
- 保安林（森林法）
- 景観計画区域（景観法）
- 特定の有害物質により土壌が汚染されている区域（土壌汚染対策法）

## 掘削に関する資格
- 地山の掘削作業主任者
- 地山の掘削及び土止め支保工作業主任者技能講習
- 採石のための掘削作業主任者
- ずい道等の掘削等作業主任者

## 国際的な掘削プロジェクト
- モホール計画
- 深海掘削計画 - 国際深海掘削計画

## 大会
- 全国穴掘り大会 - 千葉県成田市名木の成田ゆめ牧場で2001年から開始された[7][8]。20回目の大会は、最大の穴掘りチャンピオンシップとして、2020年2月2日にギネス記録登録された[9]。
- 墓穴掘り - ハンガリー[10][11]、シベリア[12]などで毎年、掘るスピードとテクニックと穴の美しさを競い合っている。